# Боск Бордел
Боск Бордел (фр. Bosc-Bordel) насеље је и општина у северној Француској у региону Горња Нормандија, у департману Приморска Сена која припада префектури Руан.
По подацима из 2011. године у општини је живело 424 становника, а густина насељености је износила 35,48 становника/km². Општина се простире на површини од 11,95 km². Налази се на средњој надморској висини од 233 метара (максималној 236 m, а минималној 192 m).

## Демографија
| 1962. | 1968. | 1975. | 1982. | 1990. | 1999. | 2011. |
| ----- | ----- | ----- | ----- | ----- | ----- | ----- |
| 339   | 361   | 337   | 385   | 401   | 440   | 424   |

График промене броја становника у току последњих година